# Colostethus pratti
Colostethus pratti — вид жаб родини дереволазових (Dendrobatidae).

## Назва
Вид названий на честь британського натураліста і дослідника Антверпа Едгара Пратта.

## Поширення
Вид поширений у Колумбії та Панамі.

## Опис
Дрібна жаба завдовжки до 24 мм. Тіло коричневого забарвлення з характерними темними парними дорсолатеральними смугами.